# Dampfschwaden

Dampfschwaden aus Kühltürmen eines Kraftwerks

Dampfschwaden sind ein Gemisch aus Luft, Wasserdampf und feinsten Tropfen aus Wasser. Sie entstehen je nach Temperatur und Luftfeuchtigkeit der umgebenden Luft über Kühltürmen und Kühlteichen durch Kondensation. Umgangssprachlich werden die Schwaden oft mit Wasserdampf gleichgesetzt. Die Dampfschwaden über den Kühltürmen eines Großkraftwerkes können das Mikroklima der näheren Umgebung erheblich beeinflussen, beispielsweise durch Verringerung der Sonneneinstrahlung infolge der Abschattung. Dampfschwaden können auch durch eingetragenes Wasser die Niederschlagsmenge lokal erheblich erhöhen.
Bei einem Auto, das in kalter Umgebung gestartet wird, kann man ebenfalls Dampfschwaden beobachten: Nach dem Anlassen ist die Auspuffanlage noch kühl. Das austretende Abgas hat eine Temperatur unter 100 °C, wodurch Teile des Wasserdampfs (entstehend bei Verbrennung der im Kraftstoff enthaltenen Kohlenwasserstoffe) aus dem Abgas kondensieren und als Wassertropfen sichtbar werden. Bei höheren Temperaturen ist das Abgas so heiß, dass der darin enthaltene Wasserdampf nicht mehr so schnell kondensieren kann. Dadurch wird das Abgas weiter zerstreut und somit unsichtbar – die Wasserdampf-Sättigungskonzentration wird nicht überschritten.
Bei feuchtem und/oder kaltem Wetter wird das Wasser der Dampfschwaden nicht von der Luft aufgenommen, der Sättigungsdampfdruck wird eher erreicht. Dies wird im Winter oft als eine höhere Abgasbelastung fehlinterpretiert.
Ähnliches tritt beispielsweise auch beim Ausatmen der feuchten Atemluft in einer kühlen oder feuchten Umgebung auf. Ursache sind eine bereits vorher vorhandene hohe relative Feuchte der Umgebungsluft und die Tatsache, dass die Sättigungskonzentration (der Sättigungsdampfdruck) des Wassers bei niedrigen Temperaturen geringer ist.